# 奧斯塔什科夫區
57°09′N 33°06′E / 57.150°N 33.100°E
奧斯塔什科夫區（俄语：Осташковский район），是俄羅斯的一個區，位於該國西部，由特維爾州負責管轄，面積3,200平方公里，2010年該區人口23,761，人口密度每平方公里7.43人。